# Böhmisches Mittelgebirge

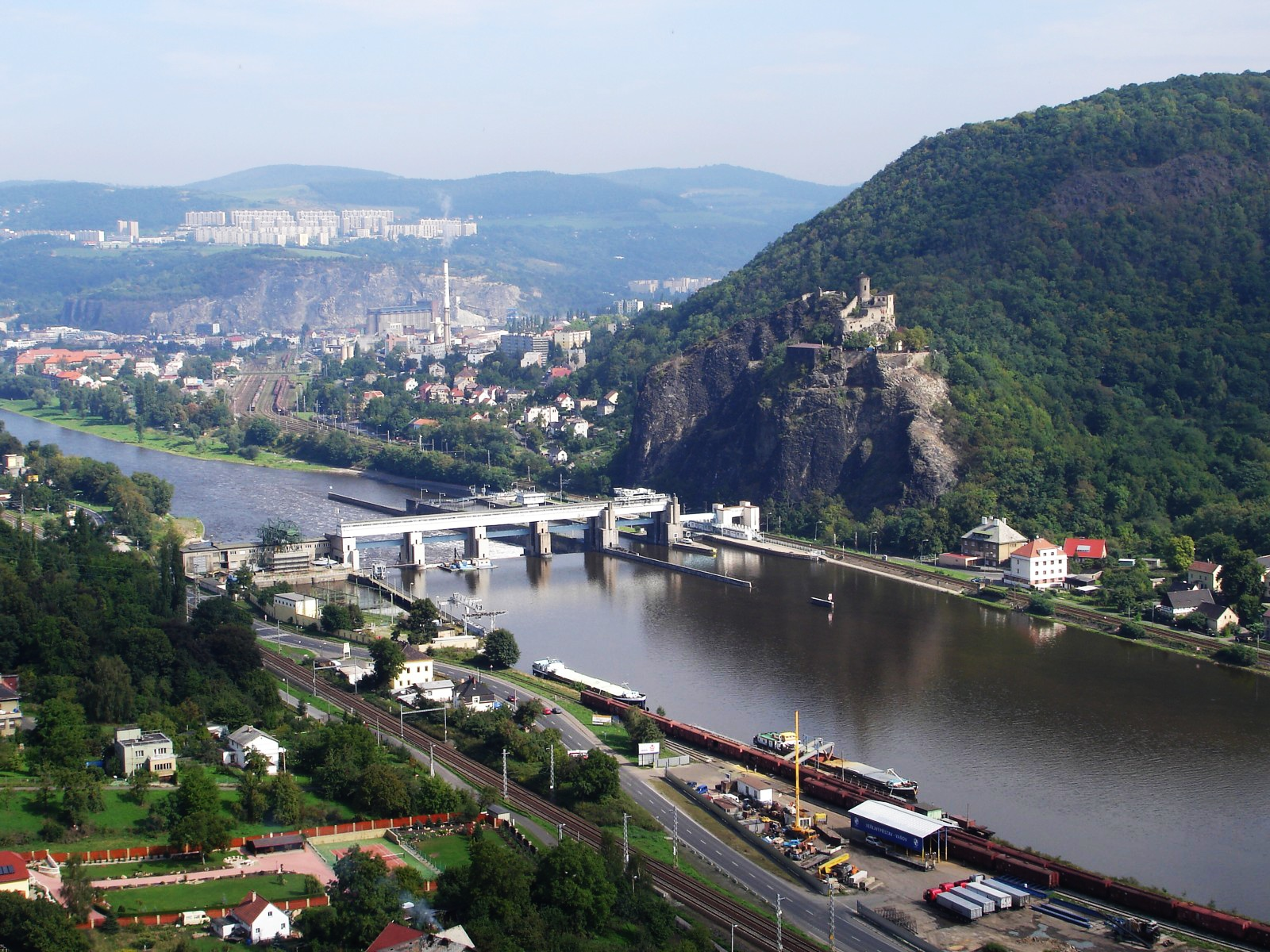
Burg Střekov (Schreckenstein) mit Elbstauanlage bei Ústí n.L.

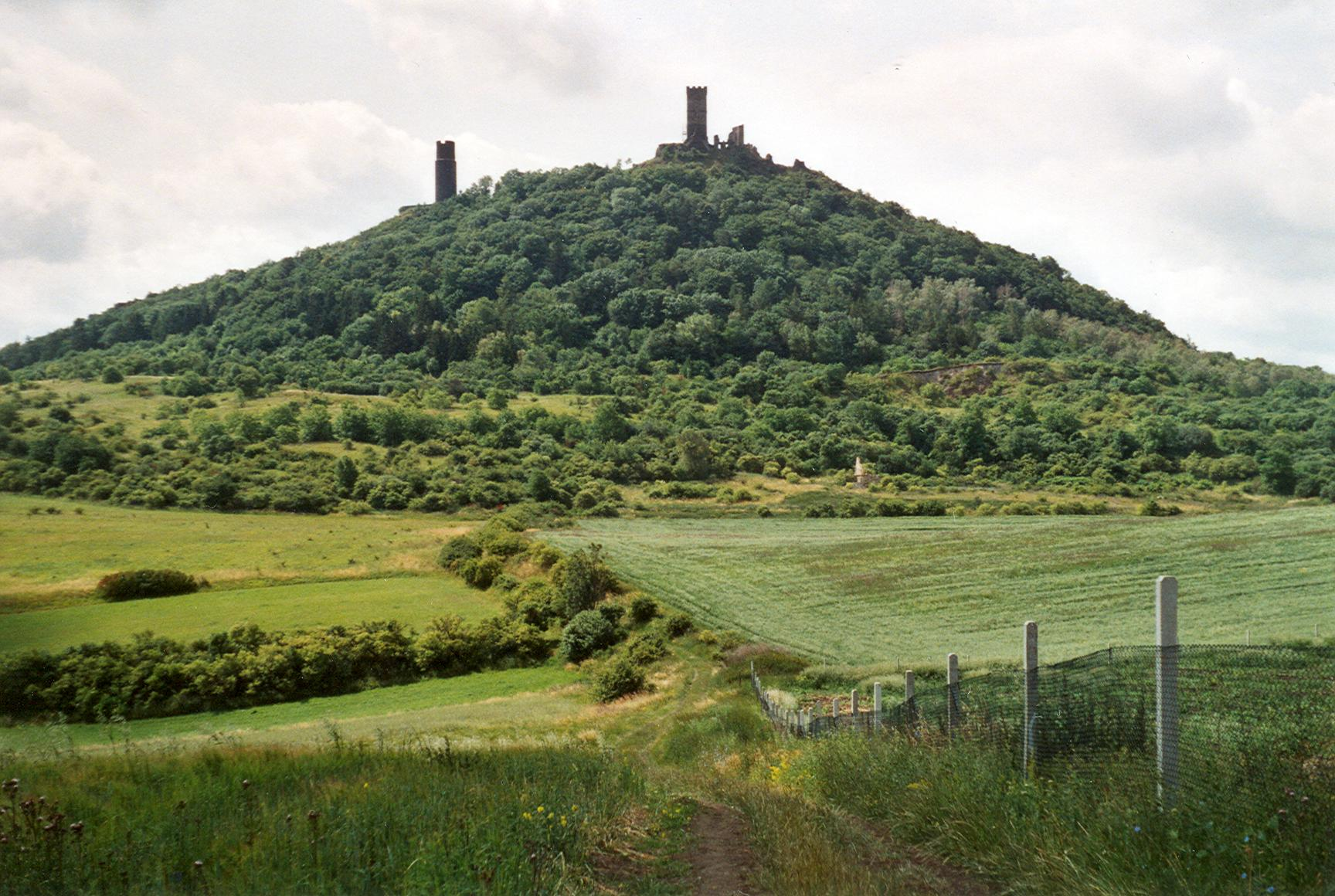
Die Hazmburk, das Wahrzeichen des Böhmischen Mittelgebirges

Das Böhmische Mittelgebirge (tschechisch České středohoří Ausspracheⓘ) ist ein Mittelgebirge in Tschechien und Teil des Böhmischen Beckens. Es befindet sich in Nordböhmen zu beiden Seiten der Elbe. Es erstreckt sich dabei in einer Länge von 80 km zwischen dem Nordböhmischen Becken im Westen und dem Lausitzer Gebirge (Lužické hory) im Osten. Im Norden geht es fast nahtlos in die Berglandschaft der Böhmischen Schweiz über. Im Süden befinden sich die weiträumigen Niederungen von Eger und Elbe. Das Böhmische Mittelgebirge steht seit 1976 als ChKO České středohoří unter Landschaftsschutz.

## Topografische Beschreibung
Sehenswert am Böhmischen Mittelgebirge sind besonders die markanten Kegelformen der Berge im südwestlichen Teil des Gebirges, die sich aus einer fast ebenen, baumlosen Landschaft erheben. Im zentralen Teil des Gebirges rücken die Berge dann förmlich zu schildartigen Rücken zusammen. Weiter nördlich wird die Landschaft mittelgebirgsähnlicher mit oft schluchtenähnlichen Tälern und Erhebungen zwischen 600 und 700 Metern. Landschaftlich ebenso prägend ist der tief eingeschnittene Flusslauf der Elbe, der früher oft mit dem Rheintal an der Loreley verglichen wurde. Der am Beginn des Elbedurchbruches liegende engste Abschnitt wird Porta Bohemica (Böhmische Pforte) genannt.

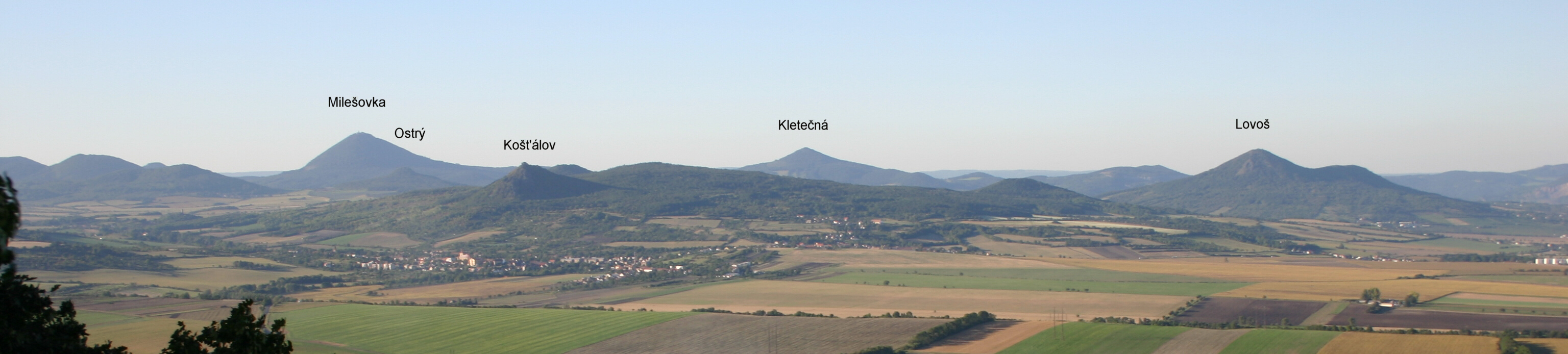
Blick von der Hazmburk (Hasenburg) nach Norden

In einem Reiseführer von 1912 findet sich folgender Text:

„In der ganzen Kette basaltischer Erhebungen, welche sich von den Sudeten quer durch Deutschland bis zur Hohen Eifel hinzieht, stellt das Mittelgebirge das am reichsten entwickelte Glied dar. Seine Klingstein- und Basalthöhen durchlaufen alle Stufen von der niedlichsten Dimension (kaum 10 m hoch) bis zu jener gewaltigen Größe, wie sie uns im Donnersberge entgegentritt; bald begegnen sie uns einzeln, bald in größeren Gruppen, ‚wie eine Kinderschar, die sich um einen stattlichen Vater schart‘; außerordentlich mannigfaltig ist ihre Form; bald zeigen sie sich als sanft abgerundete Kuppen, bald als steile Kegel oder schroffe, zinkenartige Spitzen, bald wieder als breite Rücken mit aufgesetztem Gipfel. In dieser Abwechslung liegt hauptsächlich der malerische Reiz der nordböhmischen Landschaften begründet. Derselbe wird aber noch wesentlich erhöht durch das Hinzutreten des romantischen Elementes. ‚Keine Bergform,‘ sagt Cotta, ‚war geeigneter zur Anlage von Ritterburgen und Kapellen, zur Aufstellung von Kreuzen und Heiligenbildern, von denen sie dann vielfach gekrönt ist‘.“

## Geologie
Geologisch untersucht wurde das Gebiet erstmals Mitte des 19. Jahrhunderts durch Ferdinand von Hochstetter im Auftrag der k.k. Geologischen Reichsanstalt. Fortgeführt wurden die geologischen Aufnahmen durch Josef Emanuel Hibsch, der erstmals detaillierte geologische Karten des Böhmischen Mittelgebirges schuf. Ihm zu Ehren existiert in seinem Geburtsort Homole (Hummel) ein kleines Museum. Das Mineral Hibschit trägt seinen Namen.

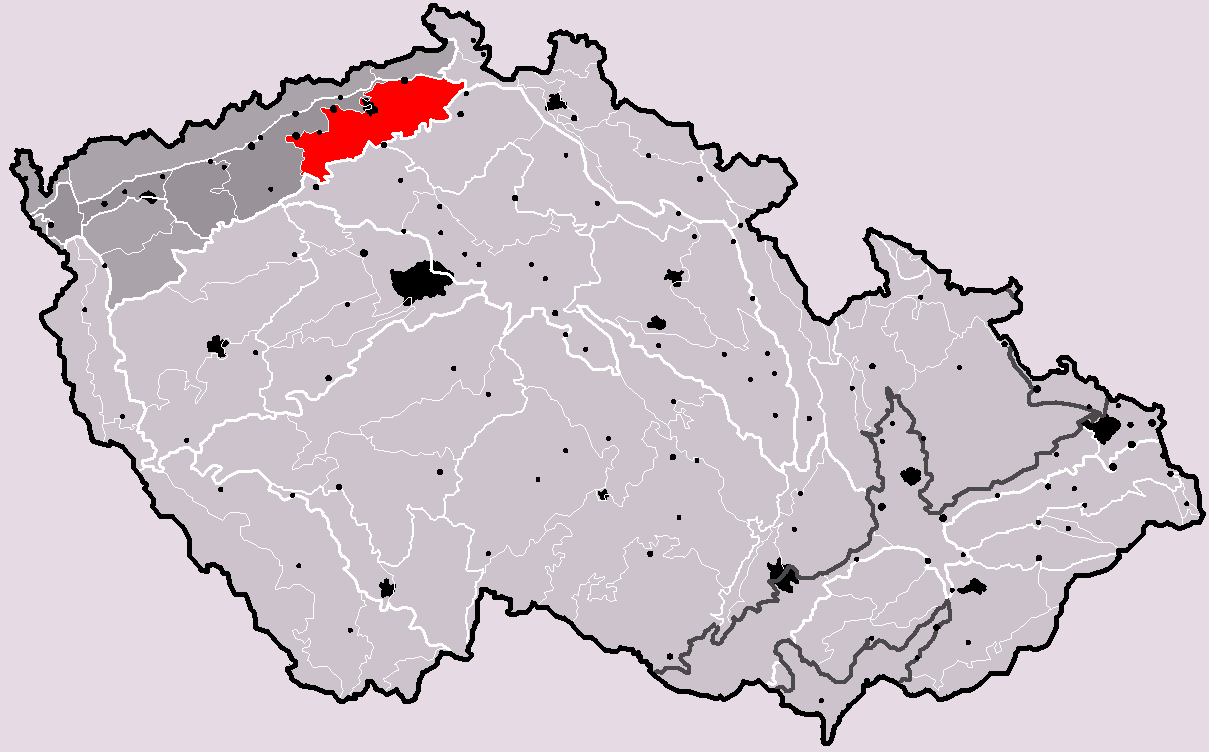
Das Böhmische Mittelgebirge innerhalb der Geomorphologischen Einteilung Tschechiens

Wie kein anderes Gebirge in Mitteleuropa ist das Böhmische Mittelgebirge durch den Vulkanismus im Tertiär geprägt. Gewaltige basaltische Lavaströme, vulkanische Aschen und Tuffe lagerten sich ab. Im Nordböhmischen Becken bei Most führte der Einfluss der glutheißen Lavaströme zum Teil zur Verschlackung, aber teilweise auch zu einer besseren Inkohlung der dortigen Braunkohlevorkommen.
Den Untergrund des Gebirges bilden vielfach Orthogneise, Migmatite und migmatisierte Paragneise – Gesteine, wie sie auch aus dem benachbarten Erzgebirge bekannt sind. Bei Roztoky (Rongstock) waren darin enthaltene Erzgänge Gegenstand eines wenig ertragreichen mittelalterlichen Silberbergbaus.
Analog den benachbarten Gebieten (Elbsandsteingebirge, Lausitzer Gebirge, Daubaer Schweiz) finden sich im Untergrund auch sandige, tonige und kalkige Sedimente der Kreide, welche im Kreide-Meer abgelagert worden sind. Vor allem an der Südflanke des Gebirges sind Sandsteine und Plänerkalke charakteristisch. Bei Čížkovice wird eine kreidezeitliche Kalklagerstätte für die Zementproduktion abgebaut.
Berühmt ist das Vorkommen der Böhmischen Granate (Pyrop) an der Südseite des Gebirges bei Podsedice und Třebenice (Trebnitz), welche dort in tertiären Lockersedimenten gefunden werden. Aufsehen erregten Funde einiger Diamanten in Podsedice; damit zählt das Böhmische Mittelgebirge zu den wenigen Fundorten dieses seltenen Edelsteins in Europa.

## Naturschutz
Seit 1976 steht fast das gesamte Gebiet des Böhmischen Mittelgebirges auf einer Fläche von 1063,17 km² als Chráněná krajinná oblast České středohoří unter Landschaftsschutz. Schutzzweck ist die Erhaltung des europaweit einmaligen Landschaftsreliefs mit den vulkanisch entstandenen Formenelementen und der Schutz der einzigartigen Flora und Fauna. Eine besondere Bedeutung kommt dem Schutzgebiet in der Gewinnung genetisch einwandfreien Saatgutes für die Forstwirtschaft zu. Besonders wertvolle Landschaftsbereiche sind zudem als Naturreservate und Nationale Naturreservate noch unter besonderen staatlichen Schutz gestellt. Der Sitz der Landschaftsschutzgebietsverwaltung befindet sich in Litoměřice (Leitmeritz).
Trotz des strengen Schutzstatus ist die Landschaft des Böhmischen Mittelgebirges mehr denn je im Bestand gefährdet. Wie das angrenzende Erzgebirge war auch das Böhmische Mittelgebirge in den vergangenen Jahrzehnten besonders von den Schadstoffemissionen der nordböhmischen Braunkohlekraftwerke betroffen. Nur der gänzlich andersartigen Bewaldung mit gut durchmischten Laubholzbeständen und den auf Vulkaniten eher basischen Böden ist es zu verdanken, dass kein großflächiges Absterben der Wälder erfolgte. Das Böhmische Mittelgebirge war schon immer ein Zentrum der Steinindustrie. Vor allem in den letzten Jahrzehnten erfolgte eine umfassende Ausweitung der Steinbruchbetriebe. Mittlerweile fielen ihnen schon ganze Bergkuppen zum Opfer.
Als besonders problematisch wurde der geplante Lückenschluss der Autobahn Dresden–Prag zwischen Ústí und Lovosice durch das Landschaftsschutzgebiet gesehen, für den eine ministerielle Sondergenehmigung eingeholt wurde. Trotz umfassender Proteste von Bürgern und Umweltschutzorganisationen hielt die tschechische Regierung an der (kostengünstigeren) oberirdischen Variante fest, welche Gegnern zufolge die linkselbischen Landschaftsräume mit ihren einzigartigen Biotopen zu zerstören oder zu beeinträchtigen drohten. Rechtsstreitigkeiten verzögerten den Baubeginn bis zum Oktober 2007.

### Naturreservate

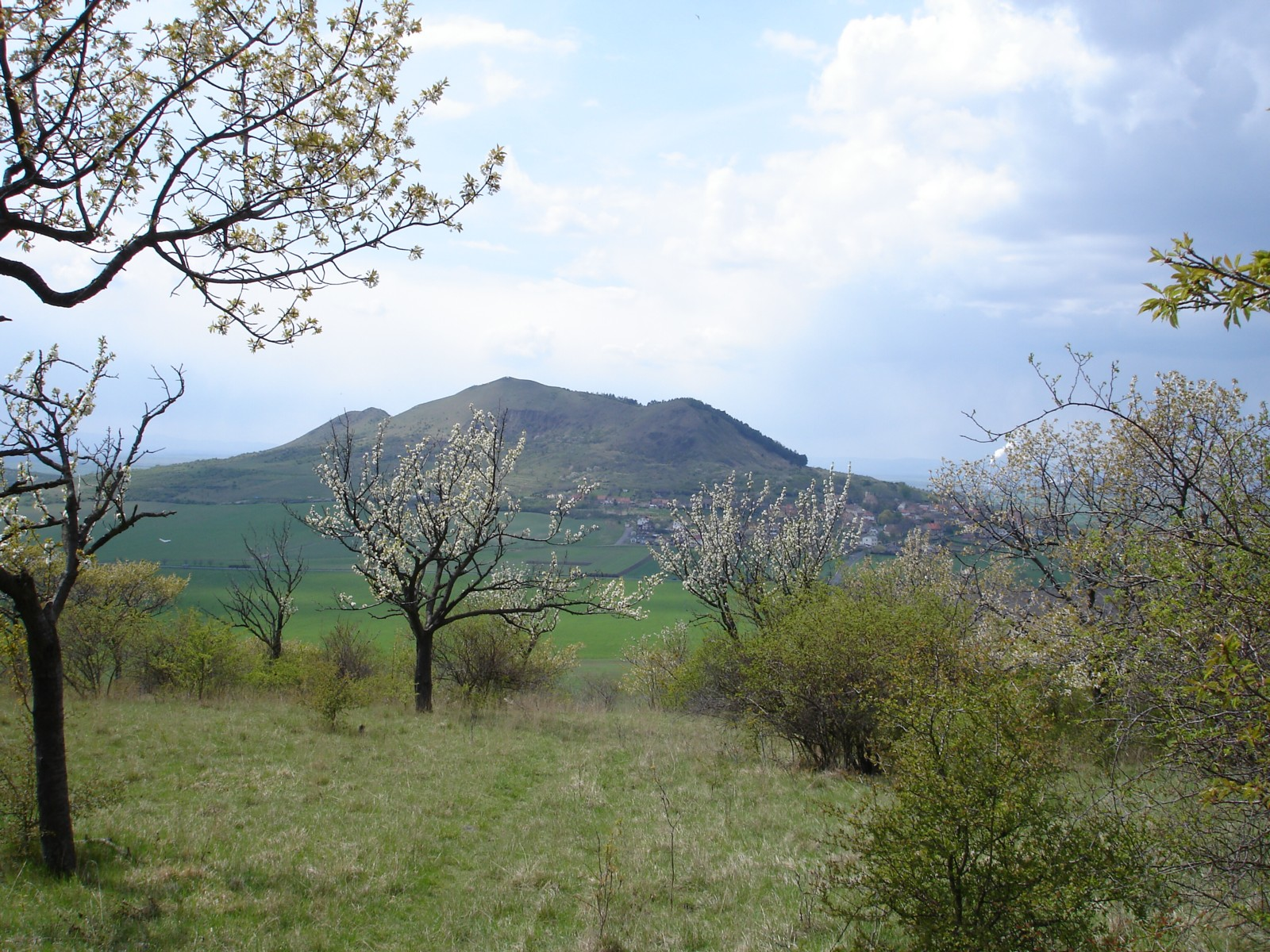
Verwilderte Obstplantage am Oblík mit Blick zur Raná

(NPR = národní přírodní rezervace, PR = přírodní rezervace)
- NPR Bořeň (6,7 ha)
- NPR Oblík (20,0 ha)
- NPR Raná (10,94 ha)
- NPR Sedlo (42 ha)
- PR Číčov (5,61 ha)
- PR Holý vrch u Hlinné (6,7 ha)
- PR Hradišťanská louka (3,93 ha)
- PR Kozí vrch (36,9 ha)
- PR Lipská hora (22,2 ha)
- PR Lovoš (50,0 ha)
- PR Milá (19,96 ha)
- PR Milešovka (51,3 ha)
- PR Radobýl (4,88 ha)
- PR Sluneční stráň (7,6 + 2,3 ha)
- PR Vrabinec

### Naturdenkmale

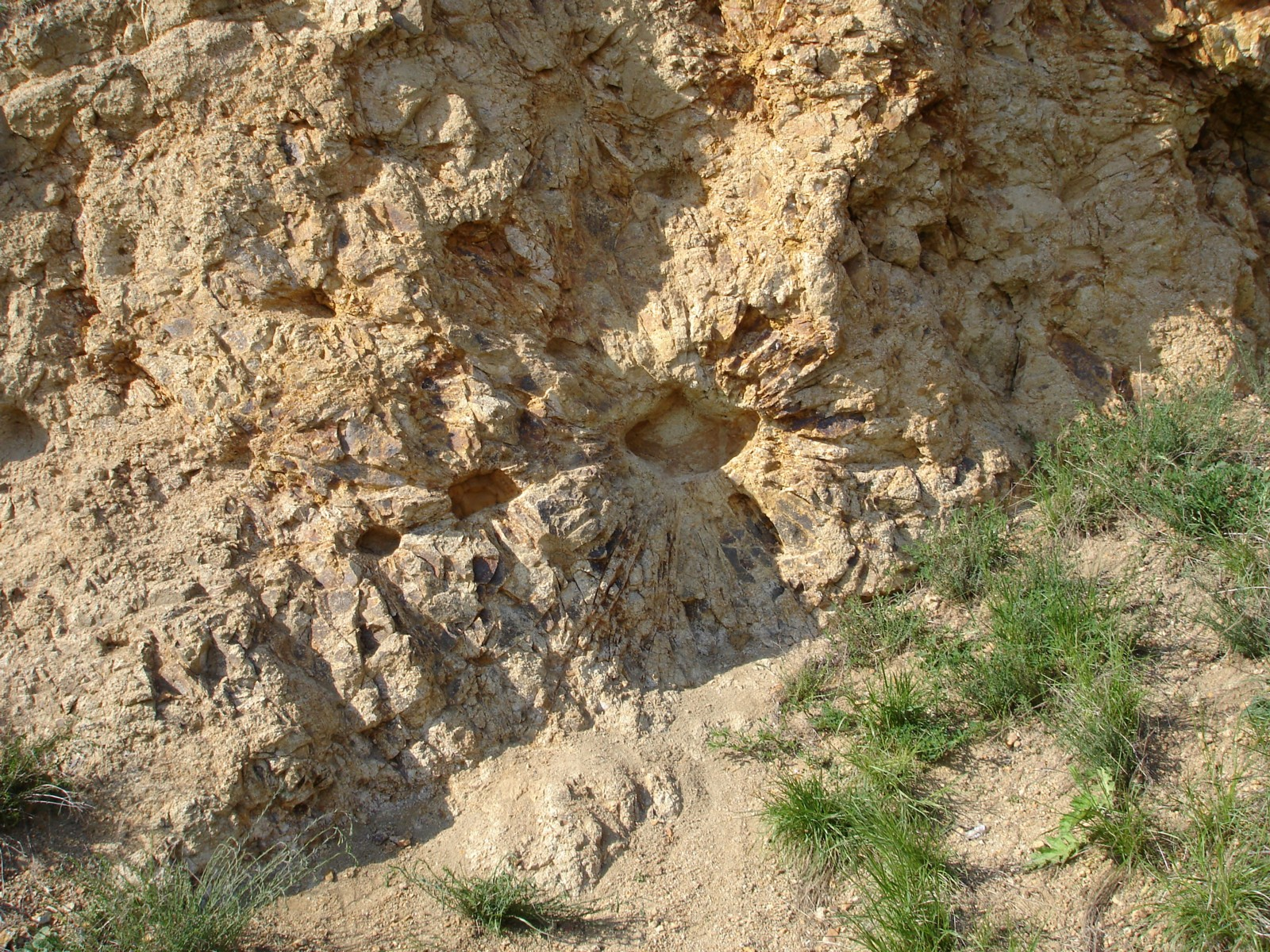
Naturdenkmal Kamenná slunce

(NPP = národní přírodní památka, PP = přírodní památka)
- NPP Bílé stráné (3,4 ha)
- NPP Boreč (11,23 ha)
- NPP Březinské tisy (35,0 ha)
- NPP Kamenná slunce (0,8 ha)
- NPP Vrkoč (1,4 ha)
- PP Babinské louky (40,9 ha)
- PP Dubí hora (0,1 ha)
- PP Hradiště u Hlinné (5,3 ha)
- PP Plešivec (32,7 ha)
- PP Skalní hřib (6,3 ha) (1992)
- PP Tobiášův vrch (0,46 ha)

## Tourismus
Schon im 19. Jahrhundert besuchten erste Reisende die wunderlichen Berge im Norden Böhmens. So kam der frühe Weltreisende Alexander von Humboldt auch in das Böhmische Mittelgebirge. Er bezeichnete die Aussicht von der 837 m hohen Milešovka (Milleschauer oder Donnersberg), der höchsten Erhebung des Böhmischen Mittelgebirges, als die Drittschönste auf seinen ausgedehnten und vielfältigen Reisen.

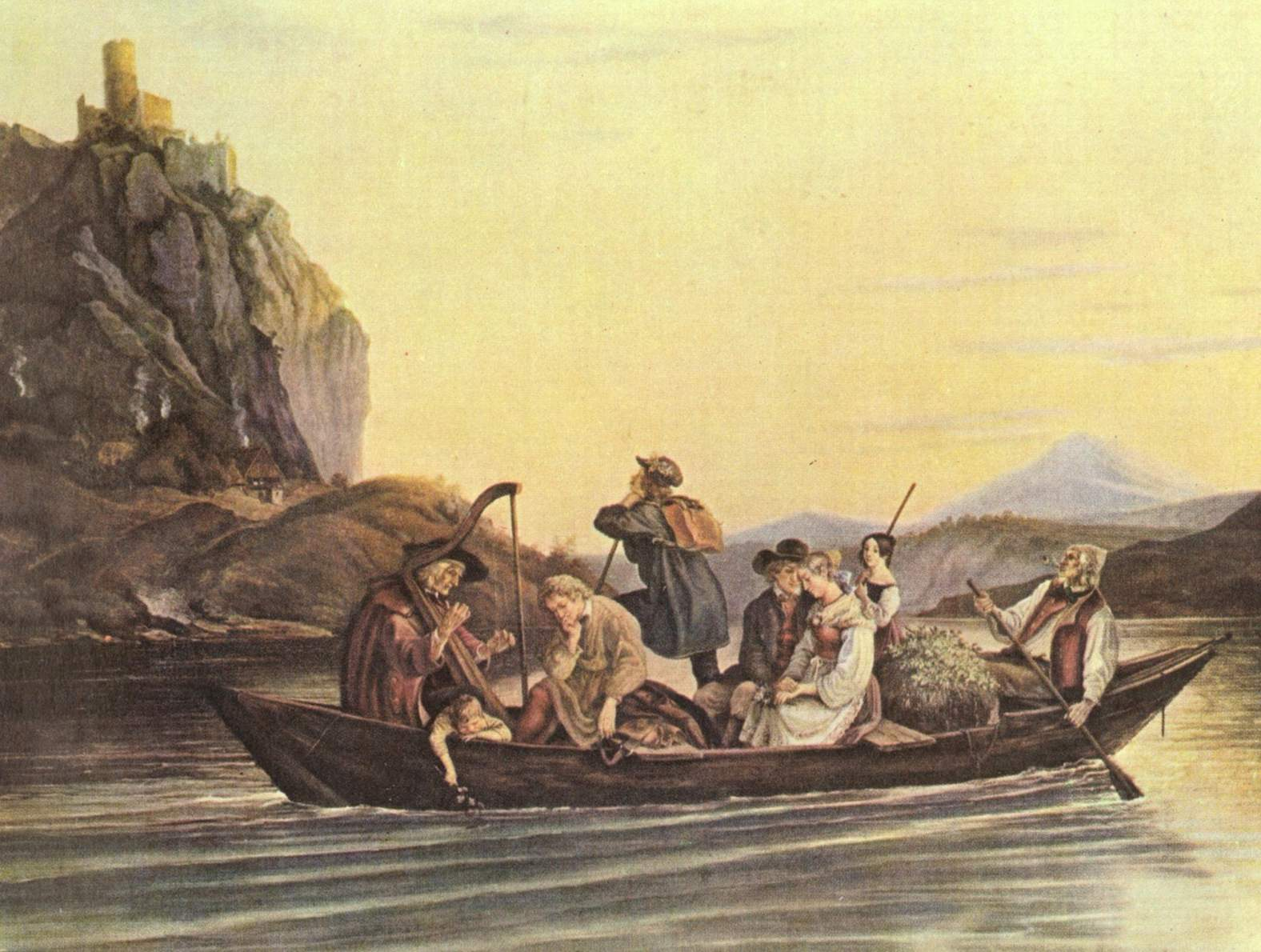
Überfahrt am Schreckenstein von Ludwig Richter

Maler hielten die Landschaft in romantischen Bildern fest. Als eines der berühmtesten Gemälde gilt das Bild Überfahrt am Schreckenstein von Ludwig Richter, das der Künstler 1837 während eines Aufenthalts im Böhmischen Mittelgebirge schuf. Wie bei romantischen Gemälden jener Zeit üblich, zeigt es eine Komposition verschiedener Motive der Gegend, die so nicht in der Natur vorkommt. Auch Caspar David Friedrich weilte oft im Böhmischen Mittelgebirge; bekannt ist vor allem sein Meisterwerk Böhmische Landschaft (um 1810). Viele eher unbekannte Gemälde hinterließ auch der Aussiger Maler Ernst Gustav Doerell, dessen Bilder heute vor allem im Stadtmuseum von Ústí nad Labem zu sehen sind.

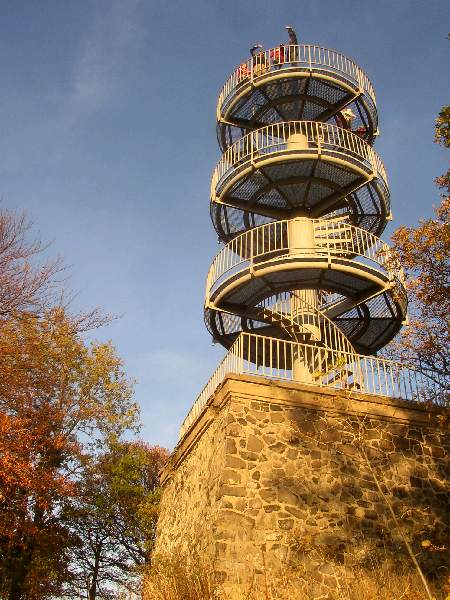
Aussichtsturm auf dem Varhošť

Mit dem im ausgehenden 19. Jahrhundert sich entwickelnden Tourismus entstanden dann Berggasthäuser und Wanderwege. Die Raddampfer der Sächsisch-Böhmischen Dampfschiffahrtsgesellschaft beförderten nunmehr nicht mehr nur Einheimische, sondern an den Sonntagen auch immer mehr Ausflügler. 1905 wurde mit dem Kegelweg von der Milešovka zum Ještěd (Jeschken) ein Weg geschaffen, der wie auf einer Perlenschnur viele der Kegelberge dem Wanderer erschloss. Erwähnt werden soll auch der einstige LA-Weg zwischen Litoměřice und Ústí (Leitmeritz–Aussig), der bis zum heutigen Tag einer der schönsten Wanderwege in Böhmen ist.
Nach der Vertreibung der deutschen Bevölkerung ab 1945 verfielen viele der einst mühsam von den Gebirgsvereinen geschaffenen touristischen Objekte völlig. Das dichte Wanderwegenetz hat jedoch die Zeiten überdauert. Nur dem privaten Engagement des Touristenvereins in Lovosice ist beispielsweise die Erhaltung der historischen Schwarzenbergbaude auf dem Lovoš zu verdanken. Der Neubau des Aussichtsturmes auf dem Varhošť stellt die einzige nennenswerte Investition in den Tourismus in 40 Jahren Sozialismus dar.
Erst mit der politischen Wende in der Tschechoslowakei 1989 fand diese negative Entwicklung ihr Ende. Seitdem entwickelt sich langsam eine neue touristische Infrastruktur.

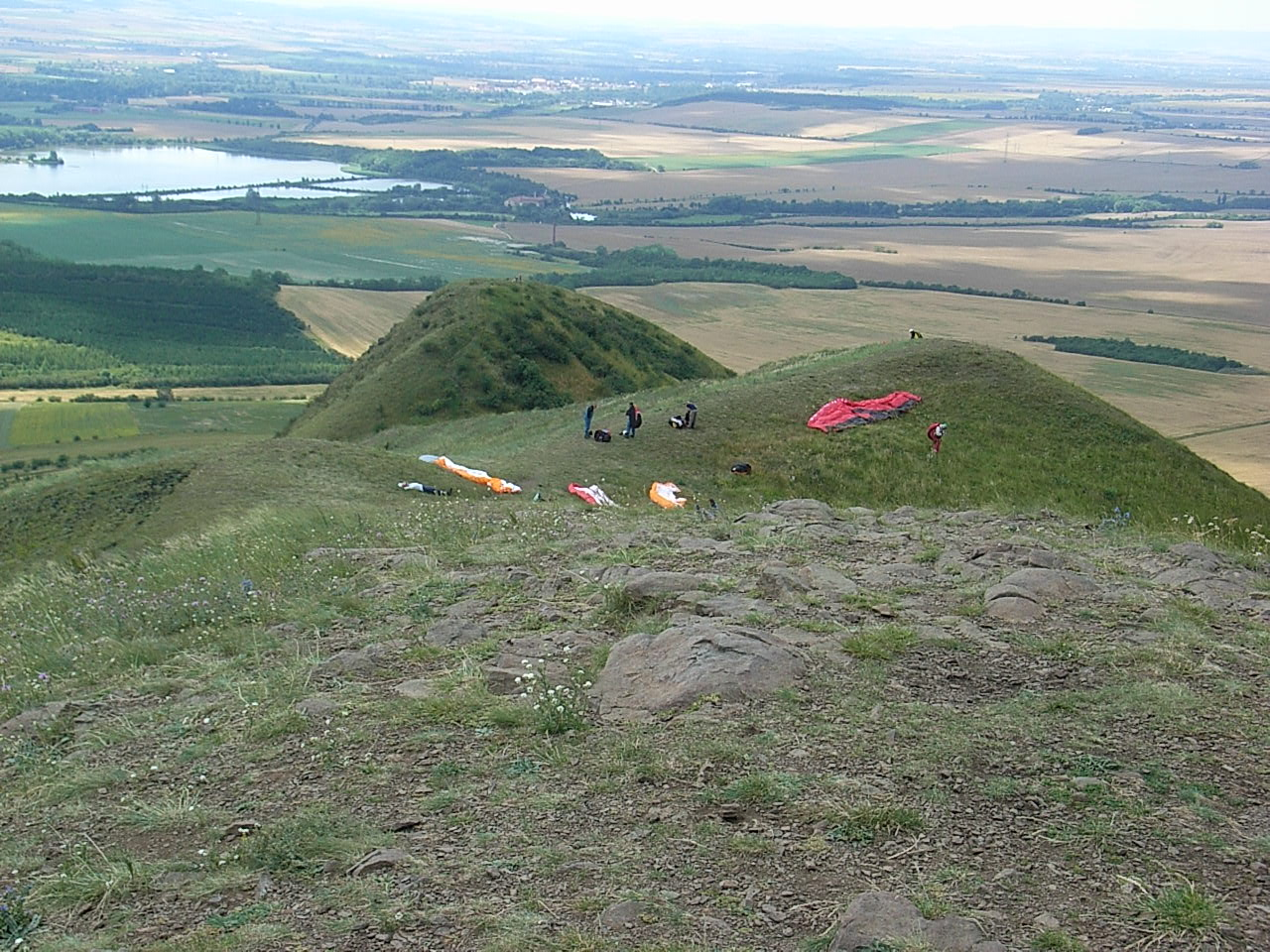
Gleitschirmsegler am Raná

Als eines der ersten touristischen Projekte – welche nun auch von staatlicher Seite unterstützt wurden – konnte in jüngster Zeit der Elberadweg im Böhmischen Mittelgebirge fertiggestellt werden. Darüber hinaus entstand schließlich landesweit ein vorbildlich zu nennendes Radwegenetz, welches alle bedeutenden Sehenswürdigkeiten in Tschechien miteinander verbindet und auch das Böhmische Mittelgebirge mit einschließt. Neu ist auch die Initiative, das Böhmische Mittelgebirge in den länderübergreifenden touristischen Korridor „Alte Salzstraße durch die Mitte Europas“ einzubinden.

### Sehenswürdigkeiten
- Berg Milešovka mit Wetterwarte und Aussichtsturm
- Altstadt von Litoměřice
- Altstadt von Úštěk
- Terezín (Theresienstadt) mit den Museen und Gedenkstätten Kleine Festung und Ghetto Theresienstadt (1939–1945)
- Schloss Ploskovice Schloss Ploskovice
- Schloss und Park Velké Březno

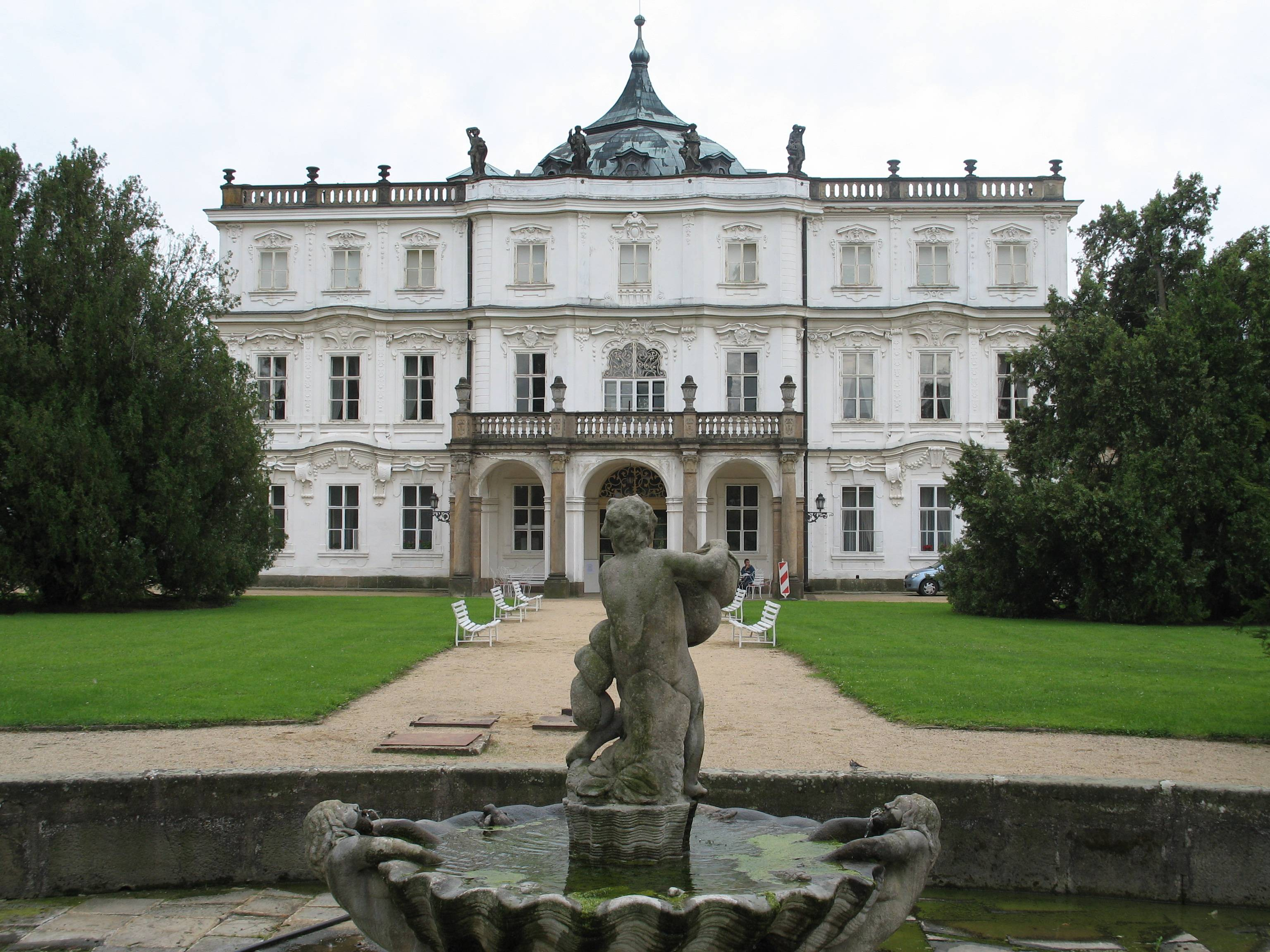
Schloss Ploskovice

- Burg Střekov (Schreckenstein) – mittelalterliche, teilweise wieder aufgebaute Burg bei Ústí nad Labem
- Dubitzer Kirchlein in Dubice nad Labem mit Panorama auf den Elbdurchbruch
- die markanten, auf den Bergspitzen thronenden mächtigen Burgruinen wie Hazmburk, Kostomlaty, Oltářík, Košťál, Blansko und Kamýk
- Královské pole (Königsfeld) in Stadice
- Skanzen Zubrnice – Museum der Volksarchitektur des Böhmischen Mittelgebirges
- Eisenbahnmuseum Zubrnice / Museumsbahn Velké Březno–Zubrnice
- Museum der Böhmischen Granate in Třebenice

## Verkehr

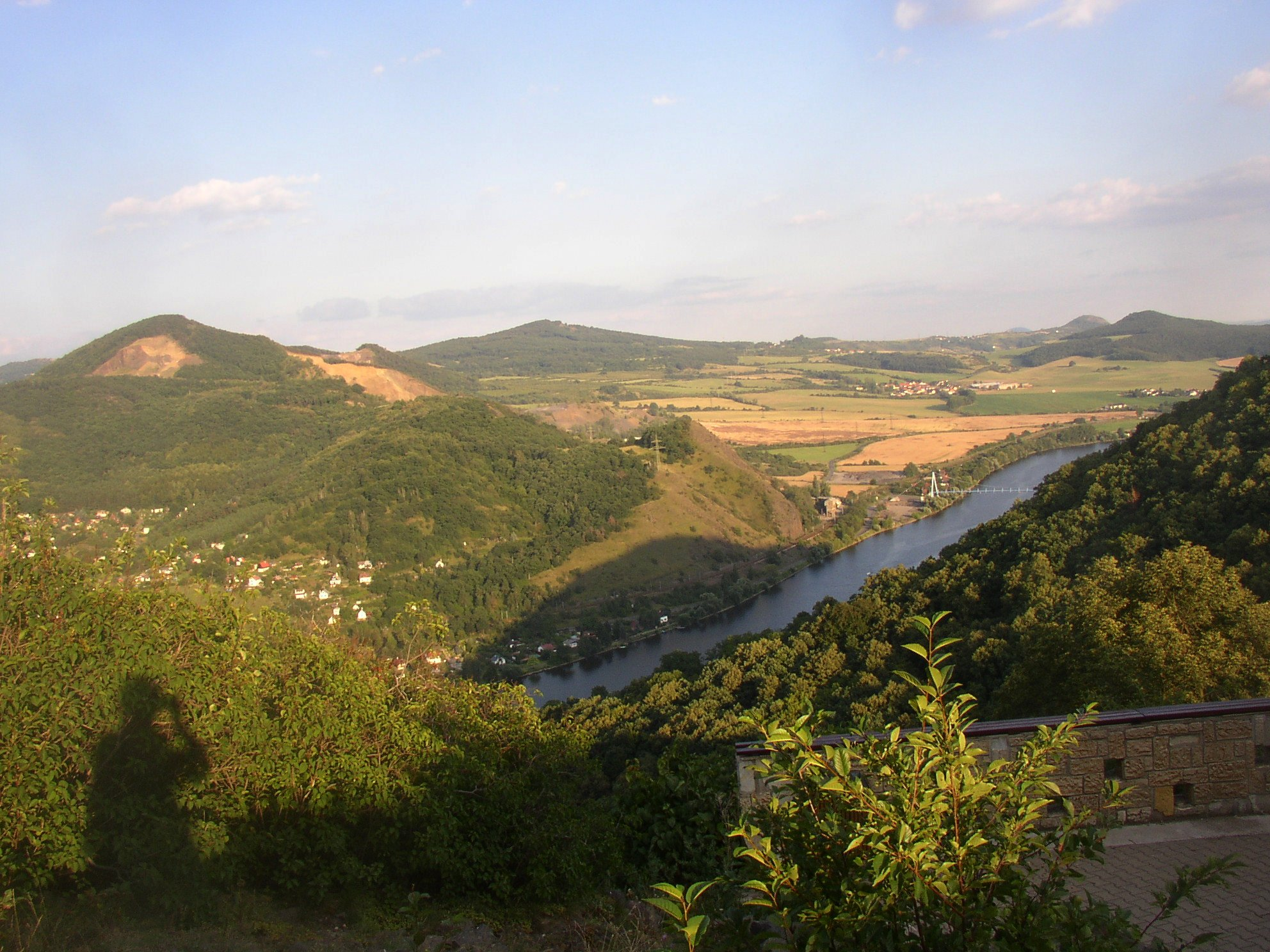
Elbdurchbruch bei Dubice

### Eisenbahn
Schon seit 1850/51 verläuft im Elbtal die Bahnstrecke von Prag nach Dresden, die einst als Teil einer Fernverbindung von Wien nach Mitteldeutschland geplant wurde und auch heute noch eine der wichtigsten Eisenbahnmagistralen Europas darstellt. Ergänzend verläuft auf dem rechten Elbufer die einstige Österreichische Nordwestbahn, die heute vor allem als Transitstrecke im Güterverkehr von Skandinavien nach Südosteuropa genutzt wird.
In West-Ost-Richtung verläuft die einst als Hauptbahn zwischen Teplice und Liberec konzipierte Nordböhmische Transversalbahn durch das Böhmische Mittelgebirge. Wegen der ungünstigen Trassierung mit starken Steigungen und engen Bögen besitzt diese Strecke heute nur noch eine regionale Bedeutung; ein durchgängiger Verkehr findet heute nicht mehr statt.

### Straßenverkehr
Seit 1938 existieren Planungen für den Bau einer Autobahn Dresden–Prag durch das Böhmische Mittelgebirge, welche die derzeit als Europastraße 55 dienende Fernstraße Nr. 8 ersetzen soll. Bis 2006 sollte diese Strecke als Autobahn D8 durch das Böhmische Mittelgebirge fertiggestellt werden. Aus Gründen des Naturschutzes verzögerte sich die Realisierung, da die Trasse wertvolle, geschützte Naturräume durchschneidet und finanzielle Mittel für die Errichtung eines längeren Tunnels nicht bereitstanden. Es wurden für den Autobahnbau nötige Grundstücke von verschiedenen Umweltgruppen und Einzelpersonen erworben (wie z. B. vom Vorsitzenden der Bürgervereinigung Děti Země, Miroslav Patrik), um diese Trasse zu verhindern. Im April 2007 scheiterten Gegner der geplanten Streckenführung mit einem Einspruch beim tschechischen Umweltministerium. Im Oktober 2007 begann der Bau des umstrittenen Abschnitts. Dieser wurde im Dezember 2016 offiziell in Betrieb genommen – jedoch zunächst nur mit einer Spur pro Richtung, da es auf Höhe zweier Talbrücken im Bereich der Gemeinde Prackovice nad Labem zu Bewegungen im geologisch schwierigen Untergrund gekommen war, die weitere Arbeiten zur Sicherung notwendig machten. Seit September 2017 ist die Autobahn vierspurig befahrbar.
Die Untergründe auf Höhe der Brücken werden laut zuständiger Autobahn- und Fernstraßenverwaltung an 100 Messpunkten auf Bewegungen überwacht. 2018 sollen weitere absichernde Bauarbeiten an dem Abschnitt folgen. An der 149 Kilometer langen Autobahnverbindung zwischen Dresden und Prag wurde bis Dezember 2016 inklusive Planung 25 Jahre gearbeitet.

### Schifffahrt
Schon seit alters her wird die Elbe als Schifffahrtsweg und wichtige Handelsroute genutzt. Besonders für den Export nordböhmischer Kohle besaß die Elbschifffahrt einst eine enorme Bedeutung. Noch heute zeugen vor allem die ausgedehnten Anlagen des Elbhafens in Ústí (Aussig/E.) von einer Zeit, als dieser der größte Binnenhafen Europas war. Geradezu sprichwörtlich geworden sind auch die Äppelkähne, welche einst Obst aus dem Böhmischen Mittelgebirge nach Mitteldeutschland brachten.

## Bemerkenswerte Erhebungen

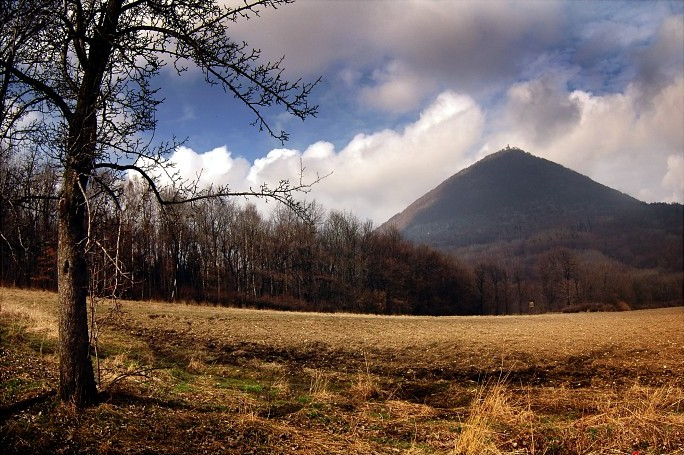
Milešovka (Milleschauer)

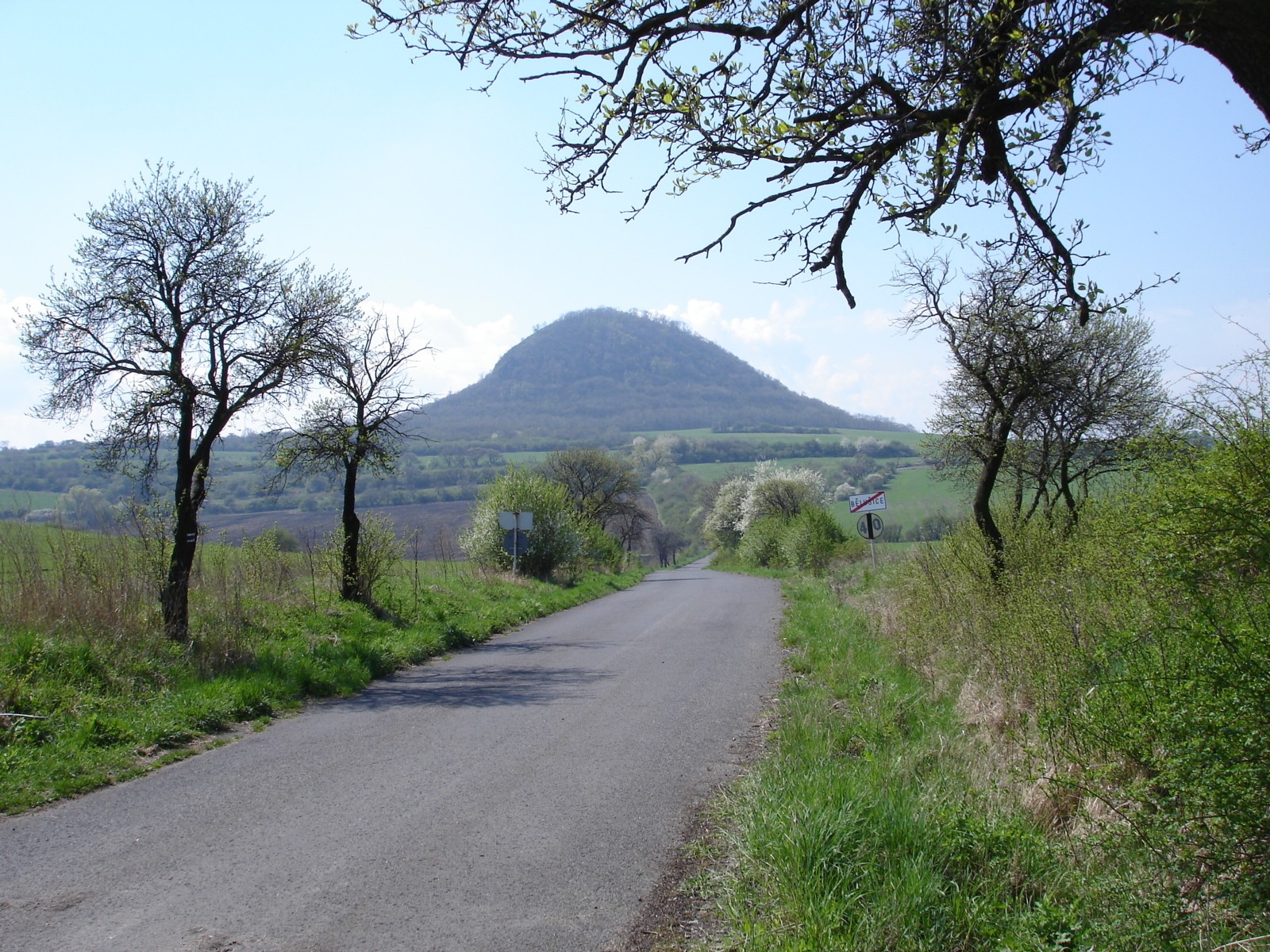
Milá (Millayer Berg)

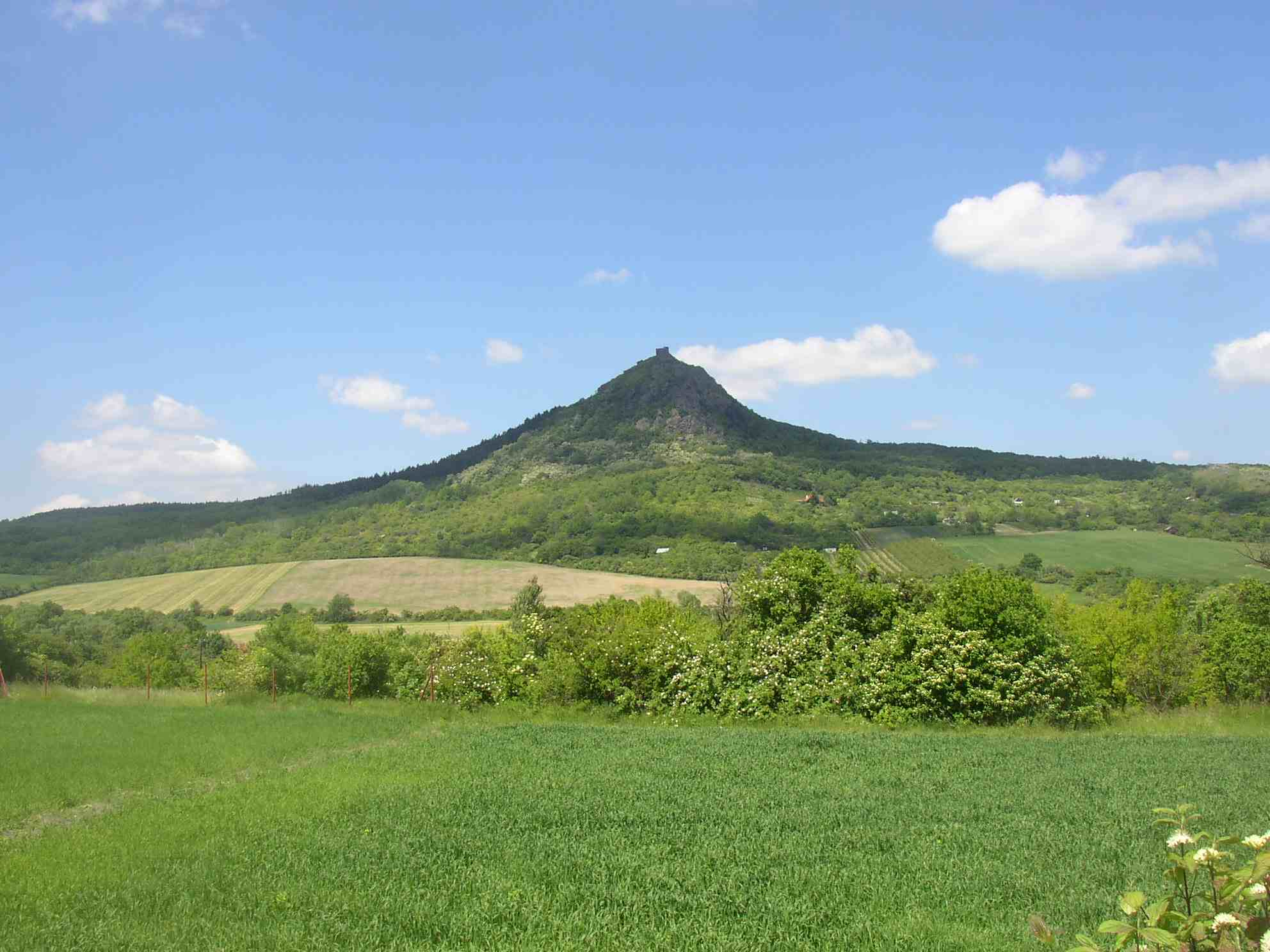
Košťál (Kostial)

- Milešovka (Milleschauer oder Donnersberg), 837 m
- Hradišťany (Radelstein), 752 m
- Sedlo, früher auch Vysoky Jeleč (Hoher Geltsch), 726 m
- Kletečná (Kletschen), 706 m
- Buková hora (Zinkenstein), 683 m
- Varhošť (Aarhorst), 639 m
- Panna (Panna), 593 m
- Vysoký Ostrý (Hohe Wostrey), 587 m
- Křížová hora (Kreuzberg), 584 m
- Lovoš (Lobosch), 570 m
- Bořeň (Borschen), 539 m
- Kalich (Kelchberg), 535 m
- Zlatník (Goldschmied), 522 m
- Milá (Millayer Berg), 510 m
- Oblík (Hoblik), 509 m
- Plešivec (Eisberg), 509 m
- Vrabinec (Sperlingstein), 493 m
- Raná (Ranayer Berg), 457 m
- Trojhora (Dreiberg), 451 m
- Boreč (Boretzer Berg), 449 m
- Litýš (Litaisch), 435 m
- Hazmburk (Hasenburg), 418 m
- Radobýl (Radobil), 399 m
- Kozí vrch (Ziegenberg), 380 m

## Bedeutende Ortschaften im Böhmischen Mittelgebirge

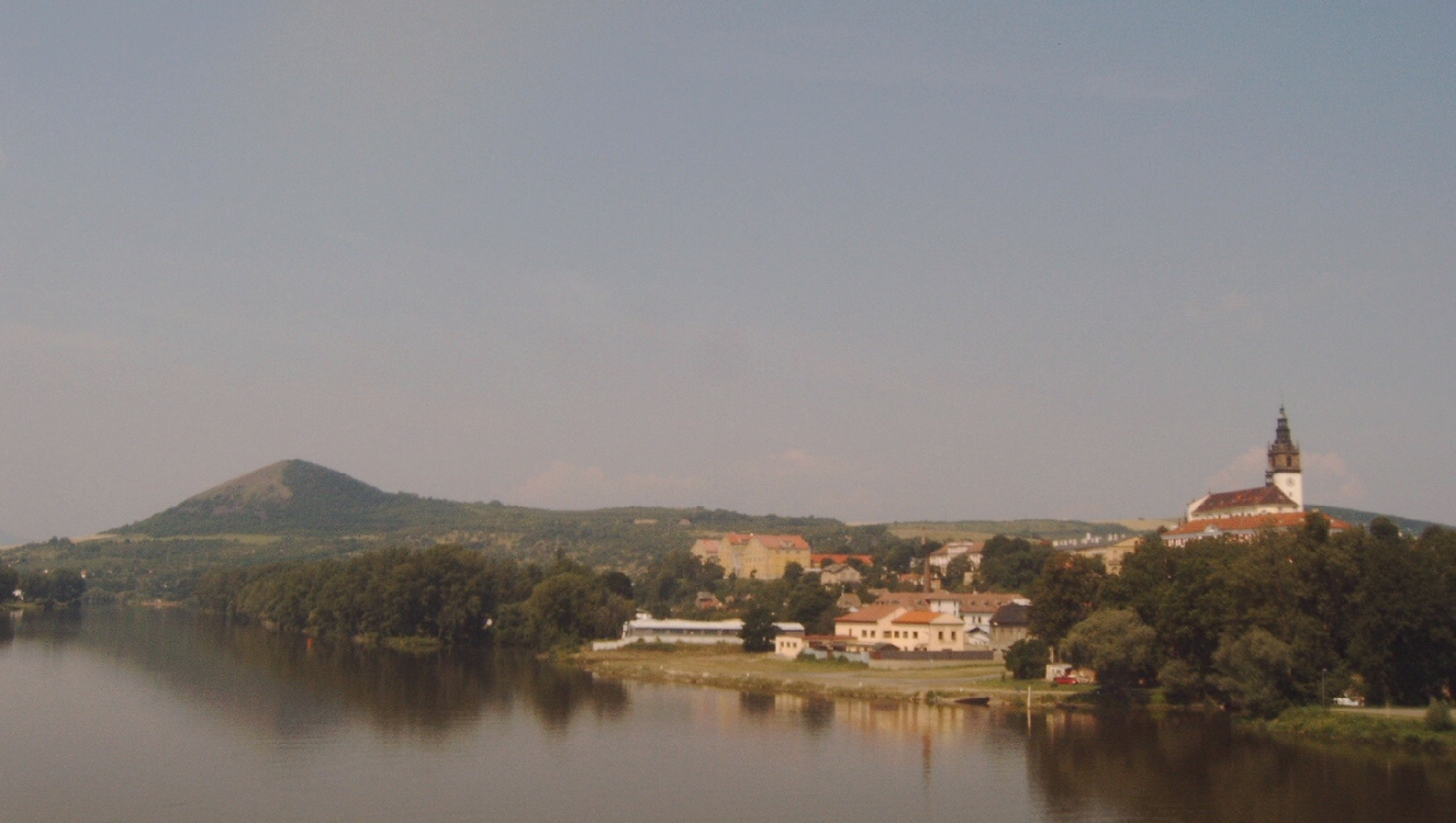
Litoměřice (Leitmeritz) mit Radobýl

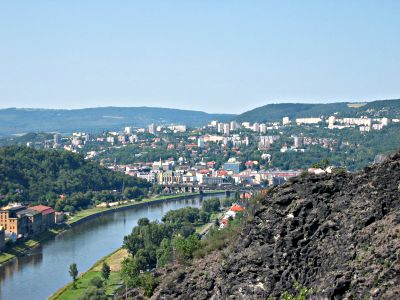
Ústí nad Labem (Aussig)

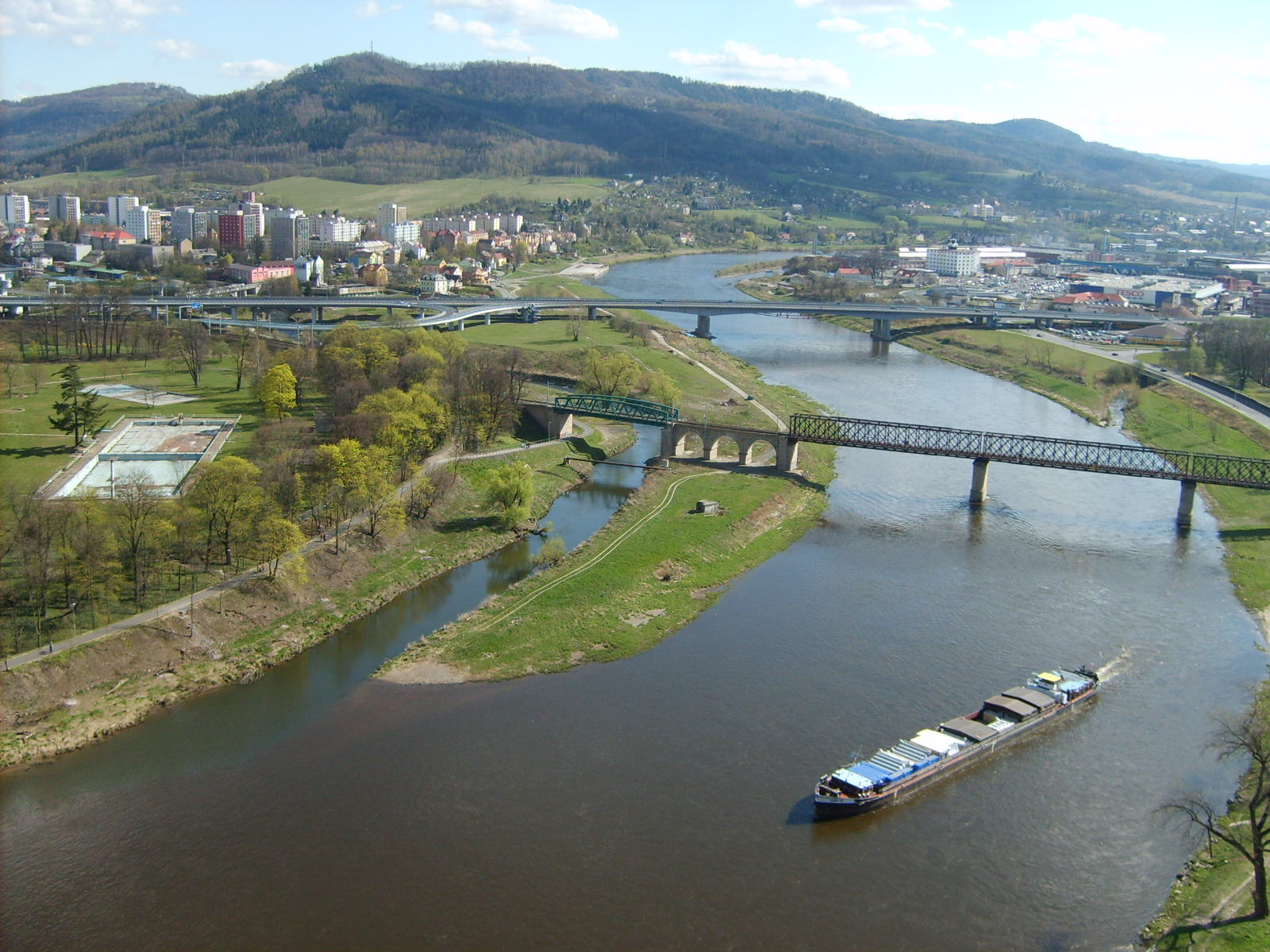
Děčín (Tetschen)

- Ústí nad Labem (Aussig an der Elbe)
- Děčín (Tetschen)
- Bílina (Bilin)
- Litoměřice (Leitmeritz)
- Lovosice (Lobositz)
- Terezín (Theresienstadt)
- Verneřice (Wernstadt)
- Velké Březno (Großpriesen)
- Benešov nad Ploučnicí (Bensen)
- Žandov (Sandau)
- Pohořany (Pohorschan)
- Pokratice (Pokratitz)
- Proboštov (Proboscht)
- Ploskovice (Ploschkowitz)
- Rýdeč (Ritschen)
- Žitenice (Schüttenitz)
- Staňkovice (Stankowitz)
- Třebušín (Triebsch)
- Vinně (Winney)
- Kostomlaty (Kostenblatt)
- Milešov (Milleschau)
- Třebenice (Trebnitz)